# がぁーでぃあんHearts
『がぁーでぃあんHearts』（がぁーでぃあんはーつ）は、天津冴による漫画作品。略称は「がぁーつ」。『月刊少年エース』（角川書店）および『少年エース桃組』にて連載された。単行本は全8巻。
第1話は少年エースでの若手バトルロワイヤル作品で掲載された読み切り作品であったため、単行本化にあたり1話のラストページが全面的に描き直された。
2003年に『がぁーでぃあんHearts』、2005年に『がぁーでぃあんHeartsぱわーあっぷ』というタイトルでOVA化された。

## あらすじ
ごく普通の高校生、渡和也の家に、突然一人の少女が現れ、申し出る。「私をこの家の養女にしてください！」 ひな、と名乗った少女は、実は光の国からやってきた正義の味方、「ガーディアンハーツ」の隊員だったのだ。
母親の一言で、一つ屋根の下で暮らすことになる和也とひな。ところが、それをきっかけにしたように、次々と渡家には美少女の下宿人が増えていく。しかも、彼女たちにもまた秘密があったのだ。

## 登場人物
声優欄はOVAならびにドラマCDの声優

### 渡家
渡 和也（わたり かずや）
声 - 櫻井孝宏
主人公の高校生。うっかり「ひな」の変身場面を見てしまったのを皮切りに、以降次々と宇宙人の娘たちに関わってしまう上、全員から好意を寄せられてしまう。後に彼が大財閥の玖珠波（くすは）家の相続権を持っており、さらにはもっとすごい秘密があることが発覚する。
シャインバードと融合することで変身できることが分かり、レン先輩によって「ガァーディアンハーツ」の訓練（?）を受けさせられ、男性初の「ガァーデイアンハーツ」となる。
ひな
声 - 釘宮理恵
本作のメインヒロイン。その正体は、光の国からやってきた正義の味方「ガァーディアンハーツ」（宇宙警察）。地球に来て早々に、他人に知られてはいけないという決まりのある正体（正確には、地球人の姿になるところ）を和也に見られてしまい、「家族であれば他人ではない」の理論で渡家の養女になるべく渡家に転がり込む。ひなの正体を知っているのは当然和也だけだったが、同居している仲間達には後にばれる（同時に仲間達の秘密も知るのだが）。元々は「ガァーディアンハーツ」でもおちこぼれで、地球が最後のチャンスと言われていたほどだったが、後には伝説の神具「デルタスター」を得て、V2変身もできるほどの実力を得る。口癖は「ひにゃぁぁぁ」。
くるす
声 - 鶴野恭子
和也のクラスメイトで、渡家の下宿人1号（ひなは押しかけてきたため、下宿人ではない）。実はレスランシュ星出身の宇宙人。レスランシュ星人は同じ服を100着集める（S級と呼ばれる強力な制服は1着でも可）ことで、その服の属性を強化した姿に変身し（そのときのかけ声は「超〜〜進かっっ」）、強くなれる特性を持っており、そのため彼女も制服ドロをしていた。和也ともう制服ドロをしないことを約束するが、やむを得ずカードを残して盗んだこともある。なお、和也に知られた時点でかなり制服のストックがあった模様で、その後もたびたび変身している。なお、強力な制服で変身した場合は、性格もその制服の持ち主に引きずられることもある。OVAではひな、真夜、チェルシーとともにヒロインカルテットを形成。
真夜（大葉 真夜：おおば まや）
声 - 荒木香恵
渡家の下宿人2号。その正体は自称宇宙忍者（厳密には抜け忍）で、葉斬りの里出身。師匠を殺した幼馴染の静（抜け忍）を追うため、自らも抜け忍となる。家事全般が得意。和也に誤って裸を見られ、忍の里の「裸を見られた者を主人とするか夫とせよ」という掟にかなり悩まされたが、だんだんと和也に惹かれていった。彼女に割かれたエピソードも多く、中盤以降は事実上ひなとのダブルヒロイン状態となる。
チェル（チェルシー・フォークル）
声 - 池澤春菜
リルト星出身でリルト星のお姫様。正体は魔法少女「プリンセス・フォルテ」で3分間変身できる。得意技は「空き缶飛ばし」。はじめは花婿探しにやってきた。朝の登校時に和也とぶつかりパンツを見られるという「王道」によって和也を夫にすると決めるのだが、その「かませ犬」状態にファンは多い。また本来は使い魔であるはずのディジィから「色ぼけ」と呼ばれていた。OVAではひな、真夜、くるすとともにヒロインカルテットを形成。
琴乃（蓼科 琴：たてしな こと）
声 - 望月久代
正体はカルティー星の巫皇（みこ）。食べるのと寝るのが大好きで底なしの胃袋を誇る。和也を巡る争奪戦には本人からは関わらず、デイジィ、ポワワと渡家のペットの座を争っている。純真無垢なため、腹黒い姉の「蓼科音（音姉ぇ）」にいつも騙されて、オモチャとなってしまっているが、本人はそれにすら気づいていない。「琴」が本名だが、正体をごまかすために「琴乃（ことの）」と名乗る。ボクっ娘。
渡 サキ（わたり さき：通称「サキママ」）
声 - 折笠愛
渡家の主（あるじ）で、和也の母。渡家いや「がぁ〜つ」でもっとも強い人かも知れない。天真爛漫で、豪快で、長野県上伊那地方の方言（語尾に「〜サ」と付ける）を使い、高校生時代は「上伊那のスケバン刑事」と呼ばれていた。現在でも、ひなや真夜が手も足も出なかった静を一般人にもかかわらず退けるほどの実力を持っている。しかし今は悪戯好きの母親。サキママ、音姉ぇ、レン先輩の3人で「3悪女トライアングル」と呼ばれているという噂も。
天津冴によると、すべての天津作品キャラのなかで最強とのこと。
デイジィ
声 - 新谷真弓
リルト星出身で本来はチェルシーの使い魔。ネコ耳娘で土佐弁を喋る。耳を3回引っ張ると化け猫に変身する。本来は飼い主であるはずのチェルシーの言うことを全く聞かない。和也から「駄ネコ」と呼ばれている。近所のネコを集めて「ディジィ一家」作っているらしい。まだ4歳のはずなのに壮絶な過去を捏造して語る。本編には登場しなかったが、設定段階では故郷のリルト星に妹「フリージア」がいる。
ポワワ（ポー）
声 - 南央美
正体はシャインバードという鳥みたいな生き物。少女の姿を取ることができ、さらに和也と融合することで、彼をガァーディアンハーツに変身させる能力がある。実は死産した和也の双子の妹の魂と融合していたため、本来は女性しか変身できないガーディアンハーツへの変身を、男性である和也が行える。初期の名前は「トリ」だが、読者投稿で名前が決定した。人の姿をしている時の名前は「ポー」。鳥のときは「ポワワ」と呼ばれる（OVA版は逆になっている）。言葉の語尾に「〜トリ」と付けるが、人の姿のときは「〜ぞよ」と変わる。
皐月 姫（さつき ひめ）
声 - 新谷良子
皐月財閥の娘で和也の許婚。なかなか迎えに来ない和也に痺れを切らして、メイドに化けて渡家にやってきたが、和也はすっかり忘れていた。正体がばれた後も、メイドの姿で渡家に居着く。

### サブキャラクター
鏡 円（かがみ まどか）
声 - 小林ゆう
姫付きのメイド。皐月家のメイド頭（かしら）で、常に姫の側に控えている。また、武芸もたしなんでおり、一般人ながら、ひなやチェルシーと互角の戦闘力を持つ。
蓼科 音（たてしな おと）
声 - 井上喜久子（ドラマCDのみ）
琴乃の姉で、通称音姉ぇ（おとねぇ）。琴乃を言葉巧みに言いくるめては楽しんでいたが、その琴乃が居着いた渡家にたびたび遊びに来るようになる。温泉好き。いつしかサキママ、レン先輩と共に「3悪女トライアングル」と呼ばれているという噂も。
紅葉 綾（くれは あや）
声 - 山本麻里安
抜け忍の真夜を追いかけて、葉斬りの里からやってきた、真夜の幼馴染。超がつくほどのダメくノ一。真夜のことが大好き。
天津作品の中でも古いキャラで、『真・魔法少女リディアちゃん』や、コミックス『魔女のお茶会』にも登場している。
BURN（バァーン）
地球征服を狙う組織。「がぁ〜つ」初期のひなたちのライバル。普段は和也達の高校の生徒会として活動している。がぁ〜つに変身したひなや和也、そして渡家のメンバーと対決したが、破れた後、静以外は普通の高校生生活を送っている。
「お館さま（おやかたさま）」（神城沙織：かみしろ さおり）
首領。普段はぽわーっとした争いごとを嫌う一女子高校生だが、部屋を暗くしたり、悪の成分があるとBURNの首領として目覚める。ただそれらが弱くなると元に戻ってしまう。
「蒼雷の静（そうらいのしず）」（青葉 静：あおば しず）
声 - 片岡千珠（OVAのみ）
BURN四天王の一人。真夜の幼なじみにして宿敵の忍者。真夜の師匠を殺してその真剣を奪い逃亡、抜け忍となった。真夜はその仇を討つために自らも抜け忍となる。
BURN壊滅後は宇宙海賊、ソウドと主を変えつつ、真夜の前に幾度も現れる。元々、天才と呼ばれる忍者で、さらに自らの蒼の真剣と奪った緑の真剣を使いこなす、桁違いの実力の持ち主。結局最後まで和也達とは馴れ合うこともなく、筋を通した上で姿を消した。
「焔の琉衣（るい）」（流 光：ながれ ひかる）
声 - 吉川友佳子（OVAのみ）
「幻影のアイナ」（瀬川 あんず：せがわ あんず）
宇宙生物であり、人に寄生する。
「風の紫音（しおん）」（大門 海：だいもん うみ）

声 - 川上未遊（OVAのみ）
レン先輩
声 - 井浦愛（OVAのみ）
ガーディアンハーツにおける、ひなの先輩で、直属の上司。ひなに指示を出す裏で策謀を巡らせていることも多く、いつしかサキママ、音姉ぇと共に「3悪女トライアングル」と呼ばれているという噂も。
ガァーツ最強の「光の姉妹」に対しても臆せずに意見をする。
友人A・B
声 - 友人A／はてな（ドラマCDのみ） 友人B／中島麻美（ドラマCDのみ）
和也やひな達の女子クラスメイト。連載1回目から登場し、ひなの和也への想いをずばり指摘。よく登場する上、単行本のあとがきコーナーを任されるまでになるのだが、なかなか名前が発表されず、その「名前なし」で人気を博したキャラ。
美鈴
声 - 横手久美子（ドラマCDのみ）
和也達のクラス担任。「上伊那のスケバン刑事」だったサキママに憧れている。

### OVAオリジナルキャラクター
イフェイ
声 - 茶乃
フリティラリア
声 - あかいとまと

## 用語
ガーディアンハーツ
光の国から来た正義の味方（の組織）。略して「ガァーツ」「がぁーつ」とも呼ばれる（初期は片仮名表記だったが、後半では平仮名表記になる）。なお、その名称は「魂（心）を守る者達」の意味で、後述するソウドとは仇敵の間柄。
デルタスター
ガーディアンハーツの隊員の中でも特に選ばれし者に力を与えるという伝説の武具。現在はひなが持っており、この力でV2変身ができる。それ以前は、ひなの母親（戦いの中で行方不明）のもので、彼女のシャインバードがそのままひなと融合したため、デルタスターもまたひなに受け継がれていた。
シャインバード
選ばれた者に融合することで、その者をガァーツとする鳥。また、本部から不適合とされたガァーツの力を吸収し、新たな隊員に受け渡すという能力もある。通常は、一度融合すると分離することはなく、ガァーツが死ぬと同時に死ぬ。ポワワと和也は何度も融合と分離をしているが、これは特殊例。また、ひなと融合しているシャインバードは、彼女の母親のシャインバードが死なずになぜか分離したもの。
ソウド
ソウルチェーンドの略。名称は「魂の連鎖」を意味する。女性のみの種族で、子供を成すことが出来ないため、他種族に寄生してその種族の能力を得る。寄生された者は、一定の年齢となるとソウドとしての記憶を取り戻す。
寄生された者の体のみならず魂までも奪うため、魂の守護者であるガーディアンハーツとは仇敵の間柄。
宇宙忍者
本編中では当初、真夜（漆黒の真夜）が名乗っていたが、同じ「葉斬りの里」出身の綾（紅の綾）が地球人の忍として過去の作品で登場した経緯があったため、おかしいという意見がファンからあがり、「自称宇宙忍者」となったようである。
真剣
忍者の里（葉斬りの里）に伝わるという武器。神剣ともいい、その力がない者には抜くことができないという。真「剣」という名称だが、実は剣ではなく強力な銃。
真夜の持つ紅の真剣ハウリング・ブラッド（共鳴する血）、静の持つ蒼の真剣ライジング・トリガー（神の撃鉄）と緑の真剣（名称不明。元は真夜の師匠のもの）、綾の持つ黒の真剣（名称不明）の他に、なぜか姫も銀の真剣バニシング・スノー（消失せし雪）を持っている。

## コミック
各巻初版第1刷版には特典として各キャラ栞がついた（1「ひな」、2「真夜」、3「くるす」、4「チェルシー」、5「琴乃」、6「姫」、7「綾」、8「サキ」）。韓国版・台湾版が発売されている。
- 角川書店 コミックエース
  1. KCA77-1 2001年7月 ISBN 978-4-04-713443-0 (4-04-713443-0) 税込567円
  2. KCA77-2 2002年4月 ISBN 978-4-04-713485-0 (4-04-713485-6) 税込567円
  3. KCA77-3 2002年9月 ISBN 978-4-04-713507-9 (4-04-713507-0) 税込567円
  4. KCA77-4 2003年5月 ISBN 978-4-04-713554-3 (4-04-713554-2) 税込567円
    - 前作『真・魔法少女リディアちゃん』1 - 2話収録

  5. KCA77-5 2003年12月 ISBN 978-4-04-713586-4 (4-04-713586-0) 税込567円
    - 前作『真・魔法少女リディアちゃん』3 - 4話収録

  6. KCA77-6 2004年6月 ISBN 978-4-04-713626-7 (4-04-713626-3) 税込567円
    - 前作『真・魔法少女リディアちゃん』5話収録

  7. KCA77-7 2004年12月 ISBN 978-4-04-713688-5 (4-04-713688-3) 税込567円
    - 前作『真・魔法少女リディアちゃん』6 - 7話収録

  8. KCA77-8 2005年7月 ISBN 978-4-04-713741-7 (4-04-713741-3) 税込567円 ※完結

## OVA
OVAはオリジナルストーリー構成となっている。
第1期『がぁーでぃあんHearts』
- 2003年5月23日よりKSS販売から発売。全3巻。各巻2話全6話。

第2期『がぁーでぃあんHearts ぱわ〜あっぷ!』
- 2005年1月28日よりSoftgarageから発売。全2巻。各巻2話全4話。

OVA第1期は、ヒロイン4人が和也を求めぶつかり合うストーリーが主であり、その中でもひなと真夜に焦点を当てられたストーリーが多い。最終的には、和也がひなへの思いに気付き、両想いになるという形で終わる。
OVA第2期は、前回の人間関係は取り入れず、新たなヒロインの皐月姫と鏡円の2人を加え、ストーリーが進行していく。ここでは主に、作者のお気に入りである真夜の恋心を描くストーリーが中心である。

### スタッフ
|                      | 第1期                                    | 第2期                               |
| -------------------- | ---------------------------------------- | ----------------------------------- |
| 原作                 | 天津冴（少年エース連載/角川書店刊）      | 天津冴（少年エース連載/角川書店刊） |
| 監督                 | 黒田やすひろ                             | 黒田やすひろ                        |
| キャラクターデザイン | 中野典克                                 | 中野典克                            |
| キャラクターデザイン | N/A                                      | 赤尾良太郎                          |
| 美術監督             | 菅原清二（第1巻） 片野坂悟一（第2・3巻） | 片野坂悟一 滝口佳子                 |
| 色彩設計             | 滝口佳子                                 | 滝口佳子                            |
| 撮影監督             | 山田和弘                                 | 月岡敦夫（第1巻） 阿部照男（第2巻） |
| 編集                 | 田熊純                                   | 田熊純                              |
| 音楽                 | 酒井良                                   | 酒井良                              |
| 音響監督             | 千葉繁                                   | 千葉繁                              |
| プロデューサー       | 新谷義浩                                 | 新谷義浩                            |
| プロデューサー       | 大宮三郎                                 | 橋本昭彦                            |
| 制作                 | VENET                                    | VENET                               |
| 製作                 | Softgarage                               | Softgarage                          |

### 主題歌
- がぁーでぃあんHearts
  - オープニングテーマ「流れ星の日」
  - エンディングテーマ「硝子玉」
    - （両曲）歌 / 編曲：Sleepin' JohnnyFish / 作曲：SHOGO / 作詞：OKEI
- がぁーでぃあんHearts ぱわ〜あっぷ!
  - オープニングテーマ「KISS BEAT!!」
    - 歌：皐月 姫（新谷良子）/ 作詞 / 作曲：畑亜貴/編曲：並木晃一

  - エンディングテーマ「こわれものリボン（小）」
    - SD☆CHILDREN（松来未祐・金田朋子） / 作詞 / 作曲：畑亜貴 / 編曲：並木晃一
    - 本来の表記はSD☆Childrenだが、エンディングクレジットではSD☆CHILDREN表記。

### 各話リスト
| 巻数                               | 話数                 | サブタイトル                                                                 | 脚本                 | 絵コンテ             | 演出                 | 作画監督              |
| がぁーでぃあんHearts               | がぁーでぃあんHearts | がぁーでぃあんHearts                                                         | がぁーでぃあんHearts | がぁーでぃあんHearts | がぁーでぃあんHearts | がぁーでぃあんHearts  |
| ---------------------------------- | -------------------- | ---------------------------------------------------------------------------- | -------------------- | -------------------- | -------------------- | --------------------- |
| 1                                  | 第1話                | ひな、内緒だけどガァーディアンハーツですぅ                                   | 田中かなた           | 中村憲由             | N/A                  | 服部憲知 桜井木の実   |
| 1                                  | 第2話                | たすけて、白衣の天使さま                                                     | 田中かなた           | 栗本宏志             | N/A                  | 清丸悟                |
| 2                                  | 第3話                | 温泉旅情純情派 秘湯巡りの女達は見た!ドキッ!女だらけの大宴会!?…ポロリもあるよ | さかもとたけし       | 殿勝秀樹             | N/A                  | 桜井木の実 赤尾良太郎 |
| 2                                  | 第4話                | チェルシーのマジカルバースディ                                               | さかもとたけし       | 松本佳久             | 真野玲               | 清丸悟                |
| 3                                  | 第5話                | 「学校の○談」文化祭は準備中ですぅ〜                                          | 田中かなた           | 栗本宏志             | 横山広行             | 清丸悟                |
| 3                                  | 第6話                | 決戦!文化祭!!!ハートとハートでがぁ〜でぃあんHeartsですぅ。                   | さかもとたけし       | 中村憲由             | 黒田やすひろ         | 桜井木の実 赤尾良太郎 |
| がぁーでぃあんHearts ぱわ〜あっぷ! |                      |                                                                              |                      |                      |                      |                       |
| 1                                  | 第1話                | 姫ちゃんの約束♪ 追撃!?瞬殺の乙女「皐月姫」                                   | 坂本嗄               | 栗本宏志             | 横山広行             | 赤尾良太郎            |
| 1                                  | 第2話                | 永遠の闇の輪舞曲（ロンド）                                                   | 田中かなた           | 小寺勝之             | さんぺい聖           | 服部憲知              |
| 2                                  | 第3話                | 燃えVS萌え 少女たちへの挑戦状!「くるすの☆すごい☆コスプレ」                   | 坂本嗄               | 栗本宏志             | 横山広行             | 服部憲知              |
| 2                                  | 第4話                | 夜明け、夢の向こうに…                                                        | 田中かなた           | 中村憲由             | 土屋浩幸             | 赤尾良太郎            |

### 商品
DVD
- がぁーでぃあんHearts
  1. KSXA24471 KSS 2003年（平成15年）5月
    - 初回限定版 KSXA24474 KSS

  2. KSXA24472 KSS 2003年（平成15年）8月
  3. KSXA24473 KSS 2003年（平成15年）11月
    - 初回限定版 KSXA24476 KSS
- がぁーでぃあんHearts ぱわ〜あっぷ!
  1. KSXA66121 Softgarage 2005年（平成17年）1月
    - 初回限定版 KSXA66123 Softgarage

  2. KSXA66122 Softgarage 2005年（平成17年）3月
    - 初回限定版 KSXA66124 Softgarage

## CD

### ドラマCD
- がぁーでぃあんHearts ドラマCD ショート&ショート 『少年エース』誌上通販 角川書店 2003年（平成15年）
- がぁーでぃあんHearts ドラマCD 正義の味方BOX G10015 角川書店 デイジィ人形付 2002年（平成14年）
- がぁーでぃあんHearts DVD第1巻初回限定版特典ドラマCD KSXA24474-2 KSS
- がぁーでぃあんHearts DVD第2巻初回限定版特典ドラマCD KSXA24476-2 KSS
- がぁーでぃあんHearts EXTRA EPISODES KSCA29191 Softgarage 2005年（平成17年）
- がぁーでぃあんHearts ぱわ〜あっぷ! ドラマCD KDCA-0044 サイトロン・デジタルコンテンツ　2005年（平成17年）7月

### ミュージックCD
- がぁーでぃあんHearts ぱわ〜あっぷ! DVD第1巻初回限定版特典BGM-CD KSXA66123 Softgarage
- がぁーでぃあんHearts ぱわ〜あっぷ! DVD第2巻初回限定版特典BGM-CD KSXA66124 Softgarage
- がぁーでぃあんHearts ぱわ〜あっぷ! サウンドコレクション KDCA-0028 サイトロン・デジタルコンテンツ 2005年（平成17年）2月

## その他商品
- 角川書店より、「ひな・真夜テレカ付 デイジィあがり湯のみ」が発売された。
- 角川書店より、陶製の「ディジィ招き猫貯金箱」が発売された。
- 角川書店より、ひな2種類・真夜1種類のテレホンカードが発売された。
- トイワークスより2005年（平成17年）、カプセルフィギュア「ひな」「真夜」「くるす」「チェルシー」「琴乃」の5体が発売された。

## 同人誌
天津本人のサークル「天雷芽」（てんらいが）より、設定などを収録した同人誌が発行されている。
- 「天津少女2」 2000年（平成12年）12月
- 「天津少女3」 2001年（平成13年）8月
- 「天津少女5」 2002年（平成14年）8月
- 「天津少女6未満」 2002年（平成14年）12月
- 「天津少女7」 2003年（平成15年）8月
- 「天津少女8」 2003年（平成15年）12月